# Garnek (województwo śląskie)
Garnek – wieś w Polsce, położona w województwie śląskim, w powiecie częstochowskim, w gminie Kłomnice.

## Podział administracyjny
W latach 1975–1998 wieś administracyjnie należała do województwa częstochowskiego.

## Nazwa
Wieś ma metrykę średniowieczną i jest notowana od XIV wieku. Wymieniona w 1398 jako de Garnek, 1511-12 Garnek, 1523 Garnek, 1552 Garki, 1787 Garnek, 1827 Garnek, 1881 Garnek. Nazwa pochodzi od określenia garnek czyli zagłębiene gruntu w kształcie garnka lub od nazwy osobowej Garnek.

## Integralne części wsi
| SIMC    | Nazwa       | Rodzaj     |
| ------- | ----------- | ---------- |
| 0134249 | Błonie      | przysiółek |
| 0134203 | Mościsko    | część wsi  |
| 0134210 | Pod Fabryką | część wsi  |
| 0134226 | Poddąbek    | część wsi  |

## Historia
W 1750 dziedzicem wsi był Bystrzanowski, który wzniósł w niej kaplicę dworską pełniącą później rolę miejscowego kościoła. W 1850 została ona przebudowana przez Ksawerego Grodzickiego, który dobudował do kościoła wieżę.
Pod koniec XIX wieku miejscowość jako folwark oraz wieś Garnek leżącą nad rzeką Wartą i Wiercicą odnotował Słownik geograficzny Królestwa Polskiego. Leżała ona w powiecie noworadomskim, gmina Garnek, parafia Kłomnice. W 1827 wieś liczyła 38 domów, w których mieszkało 300 mieszkańców, a w 1882 127 domów z 765 mieszkańcami. Miejscowość miała 879 morg należących do włościan i posiadała kościół oraz szkołę początkową. Mieścił się w niej także urząd gminy, któremu podlegały okoliczne miejscowości: Karczewice z folwarkiem, Kuźnica, Piaski, Kajetanowice, Milanów, Dąbek, Raków, Chmielarze, Kąt oraz folwark Antoniów.
Do 1954 roku istniała gmina Garnek. 
We wsi mieszkał i zmarł śpiewak operowy Edward Reszke.

## Zabytki
- pozostałości założenia parkowego projektu W. Kronenberga,
- pozostałości założenia dworsko-folwarcznego projektowanego m.in. przez Fr. Arveuf'a dla Edwarda Reszke (zachowane budynki gospodarcze i pozostałości czworaków oraz reprezentacyjna stróżówka);
- kapliczki: 
  - figura maryjna fundacji Reszków,
  - kapliczki filarowe z XIX i XX w;
  - chałupy wiejskie z XIX wieku.

## Inne obiekty
- kościół z okresu dwudziestolecia międzywojennego zbudowany na miejscu dawnej kaplicy dworskiej z 1750[6],
- plebania z tego samego okresu.